# مایسکیی، کاباردینو-بالکاریا
شهر مایسکی، کاباردینو-بالکاریا (به روسی: Майский) در کشور روسیه و در جمهوری کاباردینو-بالکاریا واقع شده‌است.